# Blízkozemní planetka
Blízkozemní planetka (také NEA z anglického Near Earth Asteroid) je planetka, jejíž oběžná dráha leží blízko oběžné dráhy Země. Dráhy některých planetek protínají dráhu Země, a proto představují nebezpečí srážky. Na druhou stranu jsou planetky snadno dostupné sondám ze Země a některé lze dokonce dosáhnout s menším zrychlením, než je třeba k dosažení Měsíce. Nejznámější blízkozemní planetkou je (433) Eros, která byla navštívena sondou NEAR Shoemaker americké NASA.
K dubnu 2021 je známo více než dvacetpět tisíc blízkozemních planetek. Největší z nich je (1036) Ganymed o průměru 33 km. Existují celkem desítky tisíc blízkozemních planetek, z čehož podle odhadu z roku 2011 může mít 981 průměr větší než jeden kilometr.

## Dělení
Jsou čtyři rodiny blízkozemních planetek:
- Apohely mají apohel méně než 0,983 astronomických jednotek (1 AU je vzdálenost Země od Slunce), tudíž celá jejich dráha leží uvnitř dráhy Země
- Ateni mají velkou poloosu dráhy (odpovídá průměrné vzdálenosti planetky od Slunce) menší než jednu astronomickou jednotku. Jejich afel (největší vzdálenost od Slunce) je větší než perihel (nejmenší vzdálenost) Země. Planetky se proto většinu času nachází uvnitř oběžné dráhy Země
- Apolla mají velkou poloosu dráhy větší než Země a perihel menší než afel Země, takže se většinu času nachází za oběžnou dráhou Země
- Amoři mají velkou poloosu dráhy větší než Země a jejich perihel blízko oběžné dráhy Země (ve vzdálenosti 1,017 – 1,3 AU). Tyto planetky již nepřekračují dráhu Země.

Ateni a apolla mají výstřední oběžnou dráhu, která kříží dráhu Země, což z nich činí potenciální hrozbu srážky.
Amoři nekříží dráhu Země, jen se k ní mohou těsně přibližovat. Někdy ale překračují dráhu Marsu. Oba měsíce planety Mars, Phobos a Deimos, jsou zřejmě planetky Amorovy skupiny, které byly Marsem zachyceny.

## Vývoj počtu známých planetek
| Skupina\Rok | 1900 | 1910 | 1920 | 1930 | 1940 | 1950 | 1960 | 1970 | 1980 | 1990 | 1995 | 2000 | 2005 | 2010 |
| ----------- | ---- | ---- | ---- | ---- | ---- | ---- | ---- | ---- | ---- | ---- | ---- | ---- | ---- | ---- |
| Apohely     | 0    | 0    | 0    | 0    | 0    | 0    | 0    | 0    | 0    | 0    | 0    | 1    | 4    | 8    |
| Ateni       | 0    | 0    | 0    | 0    | 0    | 0    | 0    | 0    | 3    | 8    | 19   | 57   | 258  | 535  |
| Apolla      | 0    | 0    | 0    | 0    | 3    | 7    | 10   | 13   | 27   | 63   | 163  | 451  | 1638 | 3595 |
| Amoři       | 1    | 1    | 3    | 5    | 6    | 6    | 10   | 14   | 21   | 61   | 134  | 369  | 1248 | 2510 |
| Součet      | 1    | 1    | 3    | 5    | 9    | 13   | 20   | 27   | 52   | 133  | 316  | 879  | 3143 | 6640 |

| Skupina\Rok | 2011 | 2012 | 2013 | 2014   | 2015   | 2016   | 2017   | 2018   | 2019   | 2020   | 2021   | 2022   | 2023   |
| ----------- | ---- | ---- | ---- | ------ | ------ | ------ | ------ | ------ | ------ | ------ | ------ | ------ | ------ |
| Apohely     | 9    | 9    | 10   | 12     | 13     | 15     | 15     | 17     | 18     | 20     | 23     | 28     | 29     |
| Ateni       | 618  | 676  | 743  | 804    | 889    | 979    | 1126   | 1290   | 1437   | 1631   | 1876   | 2156   | 2429   |
| Apolla      | 4097 | 4570 | 5122 | 5700   | 6448   | 7308   | 8336   | 9523   | 10 613 | 12 013 | 13 722 | 15 542 | 17 459 |
| Amoři       | 2839 | 3195 | 3567 | 3961   | 4600   | 5213   | 5925   | 6627   | 7258   | 8117   | 9123   | 10 112 | 11 123 |
| Součet      | 7555 | 8447 | 9441 | 10 479 | 11 957 | 13 618 | 15 396 | 17 453 | 19 326 | 21 781 | 24 744 | 27 838 | 31 040 |

Údaje platí k 1. 1. v daném roce.